# کنسرت کلن
کنسرت کلن (The Köln Concert) یک آلبوم دوبخشیِ تک‌نوازی زندهٔ پیانوی جاز از پیانیست آمریکایی، کیت جرت است. این اجرا روز ۲۴ ژانویه ۱۹۷۵ در سالن اپرای شهر کلن آلمان غربی ضبط و همان سال توسط شرکت ئی‌سی‌ام رکوردز منتشر شد.
این آلبوم با فروش نزدیک به ۴ میلیون نسخه، پرفروش‌ترین آلبوم تک‌نوازی تاریخ موسیقی جاز و پرفروش‌ترین آلبوم پیانوی تاریخ موسیقی به‌شمارمی‌رود.
در سال ۲۰۲۵، کتابخانه کنگره ایالات متحده این اثر را از نظر «فرهنگی، تاریخی یا زیباشناختی مهم» دانسته و آن را برای نگهداری در فهرست ملی ضبط‌های صوتی انتخاب کرد.